# Juffrouw Pots (film)
Juffrouw Pots is een Nederlandse jeugdfilm uit 2025 door Martijn Smits. Het is een verfilming van het gelijknamige boek van Tosca Menten. De hoofdrollen zijn voor Tygo Gernandt, Juliëtte van de Weerdt en Pepijn Bouwens.

## Verhaal
Kaya en Simon zitten bij juffrouw Romy in de klas. Op een dag krijgt zij op school een ongeluk en kan daardoor een tijdje geen les meer geven. Het lukt meester De Vries om al heel snel een vervangster te vinden in juffrouw Pots. Van het begin af aan laat juffrouw Pots zien dat zij totaal geen interesse heeft in de leerlingen en vooral negatief is naar hen toe. Kaya en Simon vertrouwen het voor geen meter en gaan op onderzoek uit. Als ze er achter komen dat juffrouw Pots helemaal geen juffrouw Pots is, zetten zij alles op alles om de waarheid te onthullen.

## Rolverdeling
| Acteur                           | Personage                 | Opmerkingen         |
| -------------------------------- | ------------------------- | ------------------- |
| Tygo Gernandt                    | Juffrouw Pots             |                     |
| Juliëtte van de Weerdt           | Kaya van der Laken        |                     |
| Pepijn Bouwens                   | Simon Stommel             |                     |
| Tim Haars                        | Meester (Poedel) de Vries | hoofd van de school |
| Anniek Pheifer                   | Irma van der Laken        | moeder Kaya         |
| Huub Smit                        | Paul van der Laken        | vader Kaya          |
| Bibi Speek                       | Juf Romy                  |                     |
| Janice Blok                      | Mevrouw Stommel           | Moeder Simon        |
| Niels Oosthoek                   | Meneer Stommel            | Vader Simon         |
| Sem van der Horst                | Benny van der Laken       | broer Kaya          |
| Feline van Dijk                  | Ank                       |                     |
| Johannes Verbeij                 | Sjaak                     |                     |
| Ruben Philips                    | Tariq                     |                     |
| Tosca Menten                     | Buurvrouw Cor             |                     |
| Douwe Bob Posthuma               | Robert                    |                     |
| Irene Nieberg                    | Bejaarde vrouw            |                     |
| Ritzah Statia                    | Mime Speler               |                     |
| Anne-Linde van de Veen           | Gitarist 1                |                     |
| Willem London van Veen           | Gitarist 2                |                     |
| Maaike Hermsen                   | Carla                     |                     |
| Raymonde de Kuyper               | Gejaagde vrouw            |                     |
| Safiero Isselt                   | Pestende jongere 1        |                     |
| Flynn Stoelhorst                 | Pestende jongere 2        |                     |
| Tara van der Voort               | Pestende jongere 3        |                     |
| Rubi de Vries                    | Klasgenoot                |                     |
| Yehailey Rosalyn Dyinti Adawde   | Klasgenoot                |                     |
| Marijke van Oevelen              | Klasgenoot                |                     |
| Laure Kaiser                     | Klasgenoot                |                     |
| Jake Thissen                     | Klasgenoot                |                     |
| Maxim Nam                        | Klasgenoot                |                     |
| Sophia Josanna Sanchez Hernandez | Klasgenoot                |                     |
| Maelesi Muus                     | Eveline                   |                     |
| Jesse Nour                       | Klasgenoot                |                     |
| Daan van der Voort               | Klasgenoot                |                     |
| Jari Walter                      | Klasgenoot                |                     |
| Dirkje Joosten                   | Klasgenoot                |                     |
| Joycelina Lee                    | Klasgenoot                |                     |
| Maebou Joof                      | Klasgenoot                |                     |